# Acontia biskrensis
Acontia biskrensis är en fjärilsart som beskrevs av Charles Oberthür 1887. Acontia biskrensis ingår i släktet Acontia och familjen nattflyn. Inga underarter finns listade i Catalogue of Life.